# 徐明稚
徐明稚（1951年9月-），经济学教授、博士生导师，高级会计师，曾任东华大学校长。

## 简历
徐明稚生於上海，初中毕业後先後在农村、煤矿、农机厂工作。1978年通過普通高等学校招生全国统一考试考上復旦大學。1982年获得复旦大学经济学士学位（复旦大学管理学院工业经济专业）；1987年获得美国阿拉巴马州立大学工商管理硕士学位。1993年任复旦大学副校长。2001年任东华大学校长，期間還擔任上海市人大常委会委员、上海市人大科教文卫副主任委员。2015年3月卸任。

## 头衔
- 中国教育会计学会顾问
- 中国教育国际交流协会理事
- 教育部科技委委员
- 教育部科技委管理学部委员
- 中国纺织工业联合会特邀副会长
- 上海市海外联谊会常务理事
- 上海市欧美同学会常务理事
- 上海市长宁区科协主席